# Streaming SIMD Extensions 2
SSE2 (Streaming SIMD Extensions 2) ist eine x86-Befehlssatzerweiterung, die Intel mit dem Pentium 4 einführte. SSE2 ermöglicht die Verarbeitung von Gleitkommazahlen mit doppelter Genauigkeit (d. h. 64-Bit-Präzision statt 32 Bit bei einfacher Genauigkeit) sowie die Anwendung von Ganzzahloperationen auf XMM-Register.
SSE2 bietet gegenüber seinem Vorgänger SSE grundlegende Erweiterungen zur Verbesserung der Leistung bei Video- und Bildbearbeitung und -wiedergabe. Auch AMD integrierte SSE2 ab dem Athlon 64. Die Lizenz zur Nutzung von SSE2 erhielt AMD im Tausch gegen eine Lizenz zur Nutzung der 64-Bit-Befehlssatzerweiterung AMD64 (x86-64), die bei Intel zunächst EM64T hieß und schließlich schlicht Intel 64.
SSE und SSE2 gehören bei x64, wie sowohl AMD64 als auch Intel 64 retronym als Befehlssatzerweiterung der x86-Architektur neben x86-64 und amd64 auch bezeichnet wird, zu den Kern-Instruktionen und sind daher auf allen 64-Bit-fähigen x86-Prozessoren (bzw. „x64-Prozessoren“) verfügbar. Auf 32-Bit-x86-Prozessoren (der 32-Bit-x86-Architektur IA-32) muss die Verfügbarkeit über entsprechende CPUID-Flags überprüft werden.

## Prozessoren mit SSE2
Da SSE2 eine der ersten SIMD-Erweiterungen der x86-Architektur ist und bereits im Jahr 2001 auf den Markt kam, unterstützen alle seit etwa den späten 2000er Jahren verkauften x86-Prozessoren SSE2. Viele Compiler generieren heute standardmäßig SSE2-Code, so dass die erzeugten Programmdateien bzw. -Bibliotheken nicht mehr auf Prozessoren ohne SSE2 lauffähig sind. Eine vollständige Liste aller x86-Prozessoren mit SSE2 wäre also recht unübersichtlich, daher sei an dieser Stelle auf die Liste von Mikroprozessoren verwiesen.
Nachfolgend eine Übersicht, ab welcher Prozessor-Familie die jeweiligen Hersteller SSE2 integriert haben:
- AMD: ab Athlon 64 bzw. Opteron, Sempron mit Prozessorkern Paris
- Centaur Technology: ab VIA C7
- Intel: alle Prozessoren mit NetBurst-, Core- oder einer späteren x86-Mikroarchitektur, bei Mobilprozessoren ab dem Pentium M
- Transmeta: ab Efficeon